# نجیب‌زاده‌ای در مسکو
نجیب‌زاده‌ای در مسکو (انگلیسی: A Gentleman in Moscow) رمانی اثر آمور تولز است که در سال ۲۰۱۶ منتشر شد. این رمان، دومین رمان تولز است که پنج سال پس از رمان نخست او، قوانین مدنیت (۲۰۱۱) منتشر شد؛ رمانی که در آن زمان پرفروش‌ترین کتاب نیویورک تایمز بود.

## اقتباس برنامه‌ریزی‌شده
در اوت ۲۰۱۷، گزارش شد که یک مجموعهٔ تلویزیونی محدود با همین نام بر اساس این کتاب توسط انترتینمنت وان در دست توسعه است.
در آوریل ۲۰۱۸ اعلام شد که کنت برانا در نقش کنت روستوف در این مجموعهٔ تلویزیونی بازی خواهد کرد و تام هارپر نیز کارگردانی آن را بر عهده خواهد داشت.
در اوت ۲۰۲۲، اعلام شد که ایوان مک‌گرگور جایگزین برانا در نقش کنت روستوف شده‌است و این مجموعه در پارامونت+ به‌طور بین‌المللی، و در ایالات متحده از طریق شوتایم منتشر خواهد شد.